# Державний кордон Південного Судану

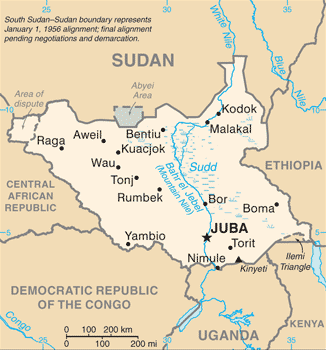
Карта Південного Судану

Державний кордон Південного Судану — державний кордон, лінія на поверхні Землі та вертикальна поверхня, що проходить по цій лінії, що визначають межі державного суверенітету Південного Судану над власними територією, водами, природними ресурсами в них і повітряним простором над ними.

## Сухопутний кордон
Загальна довжина кордону —  км. Південний Судан межує з 6 державами. Уся територія країни суцільна, тобто анклавів чи ексклавів не існує. 
Ділянки державного кордону
| Держава                          | Ділянка         | Довжина (км) | Прикордонні регіони | Примітки |
| -------------------------------- | --------------- | ------------ | ------------------- | -------- |
| Центральноафриканська Республіка | захід           | 1055         |                     |          |
| ДР Конго                         | південний захід | 714          |                     |          |
| Ефіопія                          | схід            | 1299         |                     |          |
| Кенія                            | південний схід  | 317          |                     |          |
| Судан                            | північ          | 2158         |                     |          |
| Уганда                           | південь         | 475          |                     |          |

Країна не має виходу до вод Світового океану.

## Спірні ділянки кордону
Ілемійський трикутник на кордоні з Угандою. Регіон Аб'єй на кордоні з Суданом.